# فهرست کشورها بر پایه تولید منگنز
منگنز، عنصر شیمیایی است و عدد اتمی آن ۲۵ است. این عنصر که به عنوان عنصر آزاد در طبیعت (که اغلب در ترکیب با آهن)، و در بسیاری از مواد معدنی یافت می‌شود. این عنصر، یک فلز آزاد و از آلیاژهای فلزی مهم صنعتی تلقی می‌شود. یون منگنز در رنگ‌ها مختلف است، و در صنعت به عنوان رنگدانه‌ها و مواد شیمیایی اکسیداسیون استفاده می‌شود. منگنز (II) یونی به عنوان کوفاکتور برای تعدادی از آنزیم‌های تابع این عنصر است در نتیجه یک ماده معدنی کمیاب مورد نیاز برای تمام موجودات زنده شناخته شده‌است.

## فهرست کشورهای تولیدکننده
این فهرست کشورهای تولیدکننده منگنز بر پایه بررسی زمین‌شناسی بریتانیا در ۲۰۱۵ منتشر شده‌است.
| رتبه | کشور          | تولید منگنز (تن) |
| ---- | ------------- | ---------------- |
|      | جهان          | ۱۸٬۵۰۰٬۰۰۰       |
| ۱    | آفریقای جنوبی | ۶٬۲۰۰٬۰۰۰        |
| ۲    | استرالیا      | ۳٬۰۰۰٬۰۰۰        |
| ۳    | چین           | ۲٬۹۰۰٬۰۰۰        |
| ۴    | گابن          | ۱٬۸۰۰٬۰۰۰        |
| ۵    | برزیل         | ۱٬۰۰۰٬۰۰۰        |
| ۶    | هند           | ۹۵۰٬۰۰۰          |
| ۷    | مالزی         | ۴۰۰٬۰۰۰          |
| ۸    | اکراین        | ۳۹۰٬۰۰۰          |
| ۹    | قزاقستان      | ۳۹۰٬۰۰۰          |
| ۱۰   | غنا           | ۳۹۰٬۰۰۰          |
| ۱۱   | مکزیک         | ۲۴۰٬۰۰۰          |
| ۱۲   | میانمار       | ۱۰۰٬۰۰۰          |
|      | دیگر کشورها   | ۴۰۰٬۰۰۰          |